# بولی اسپرینگز (آلاباما)
بولی اسپرینگز (به انگلیسی: Boley Springs) یک منطقهٔ مسکونی در ایالات متحده آمریکا است که در شهرستان فایت، آلاباما واقع شده است. بولی اسپرینگز ۲۲۰٫۰۷ متر بالاتر از سطح دریا قرار دارد.